# Albert Neuhuys
Johannes Albert Neuhuys o Johannes Albert Neuhuijs (Utrecht, 10 de junio de 1844) – (Locarno, 6 de febrero de 1914), fue un pintor y litógrafo holandés de la Larense School amigo de varios artistas de la Escuela de La Haya.

## Datos biográficos y obra
Era hermano de los pintores Jan Antoon Neuhuys y Josef Neuhuys.
Fue a la Escuela Municipal de Dibujo de Utrecht (1858-1860) y trabajó para el litógrafo Van de Weyer, quien desafortunadamente se arruinó dos años después. Desde entonces se dedicó exclusivamente al dibujo y la pintura. De 1868 a 1872, tomó clases en la Academia de Amberes con una beca real. Allí pintó interiores y se especializó en el brillo de la ropa de seda, siguiendo el ejemplo del pintor del siglo XVII Pieter de Hooch
Estudió en la Real Academia de Bellas Artes de Amberes y fue ganador del premio Royal Grant por pintura al aire libre.
Vivió y trabajó en muchos lugares: Italia, Rusia, Suiza, Austria, Argelia, Grecia y Estados Unidos, entre otros. Estuvo radicado en Laren, donde, junto a Jozef Israëls y Anton Mauve, fundó la escuela de Laren.
Se destacó como litógrafo y acuarelista. Sus obras más destacadas, con la influencia de la Escuela de Barbizon son las escenas de género con campesinos y los interiores. Además, pintó retratos, paisajes y escenas históricas.